# Anopheles symesi
Anopheles symesi este o specie de țânțari din genul Anopheles, descrisă de Edwards în anul 1928. Conform Catalogue of Life specia Anopheles symesi nu are subspecii cunoscute.